# Geschirrschlaufe

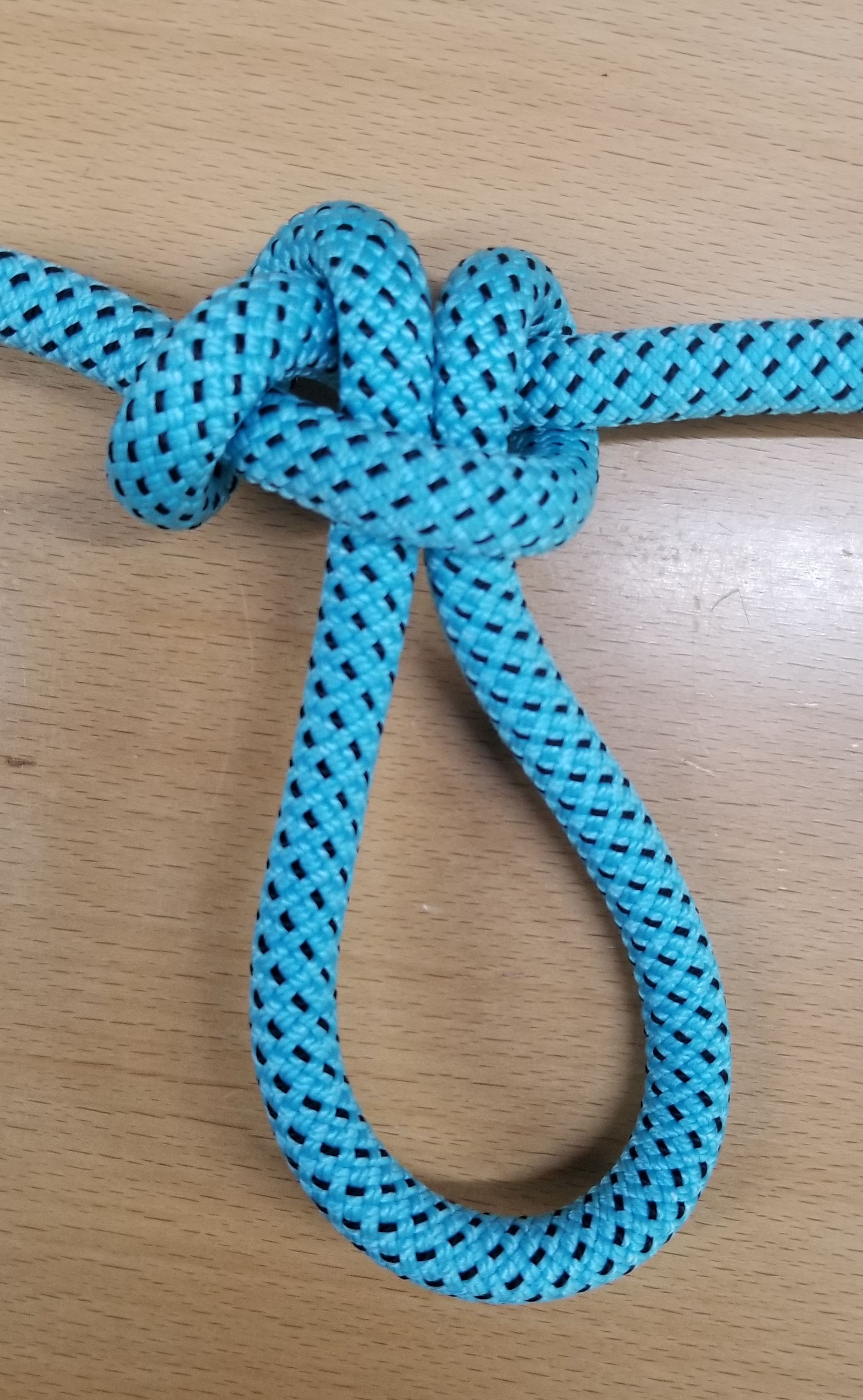
Ansicht der Gegenseite

Die Geschirrschlaufe ist ein Knoten zur Erzeugung einer Schlaufe im Seil. Sie hält aber nur, wenn die Schlaufe unter Last ist, sonst kann sie aufgehen. Der Vorteil ist, dass man sie leicht wieder aufbinden kann.

## Anwendung
Sie kann auch in der Bucht eines Seilendes gebunden werden, und als Hand- oder Schulterhalt benutzt werden, um schwere Gegenstände über den Boden zu ziehen.
Durch Aneinanderreihung von mehreren Geschirrschlaufen lässt sich auch ein Strickleiterersatz mit diesen als „Steigschlaufen“ herstellen.

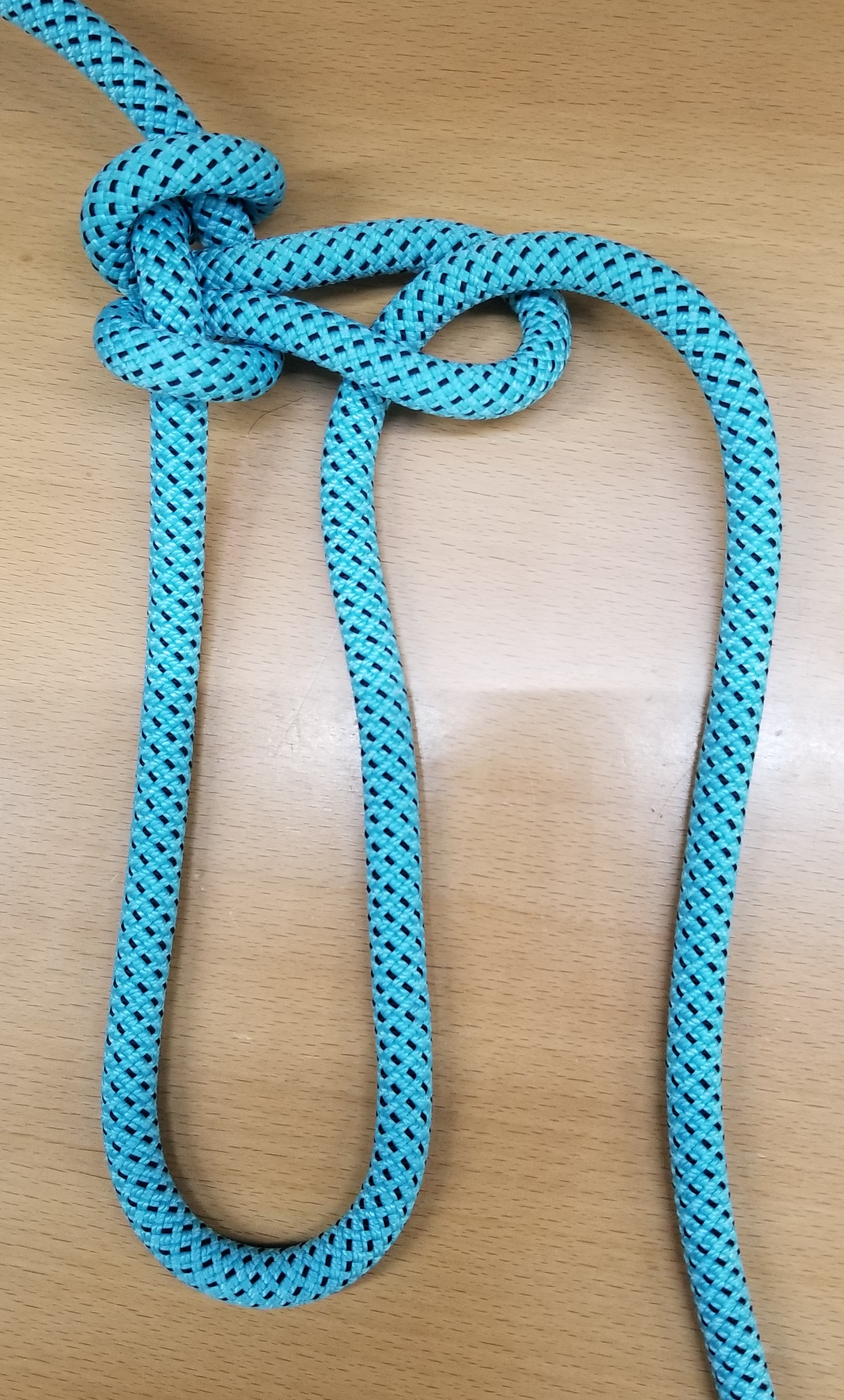
Fuhrmannsknoten mit Geschirrschlaufe

Beim Fuhrmannsknoten dient sie als Umlenkschlaufe.

## Knüpfen

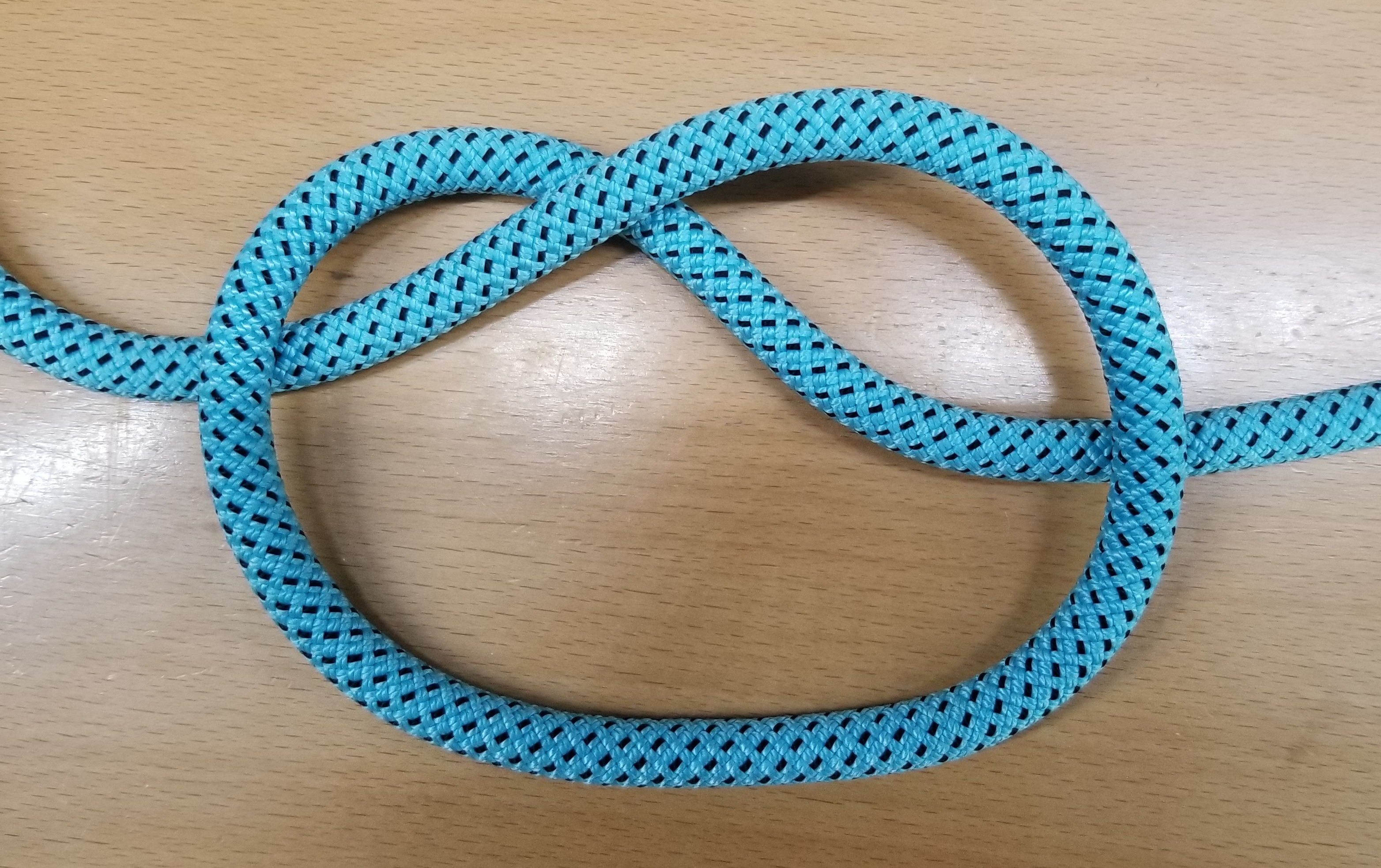
Man fängt an, wie wenn man einen Überhandknoten legt, aber fährt das End nicht durch das Auge, sondern nur dahinter
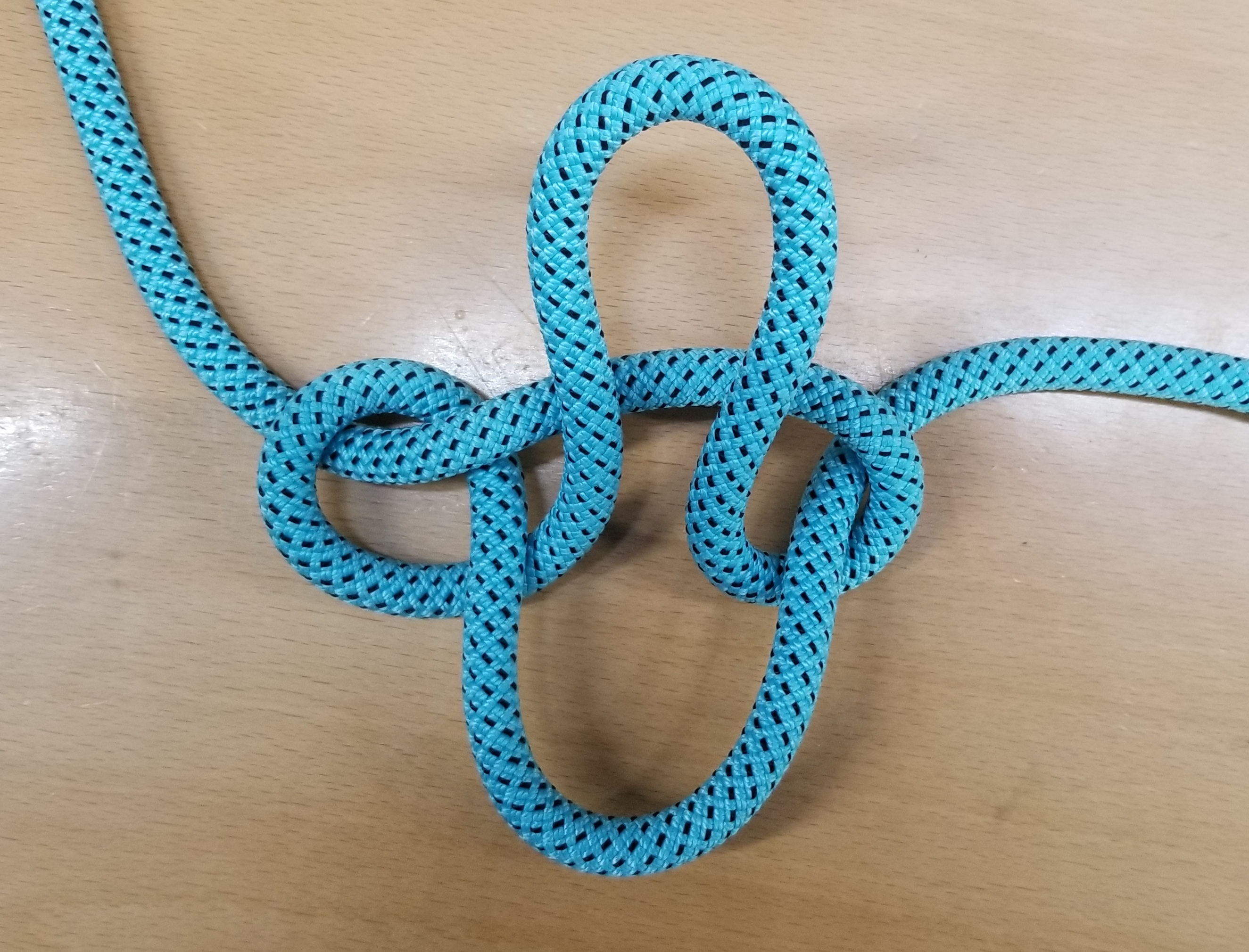
Dann zieht man die untere Schleife unter und durch die obere rechte Schleife
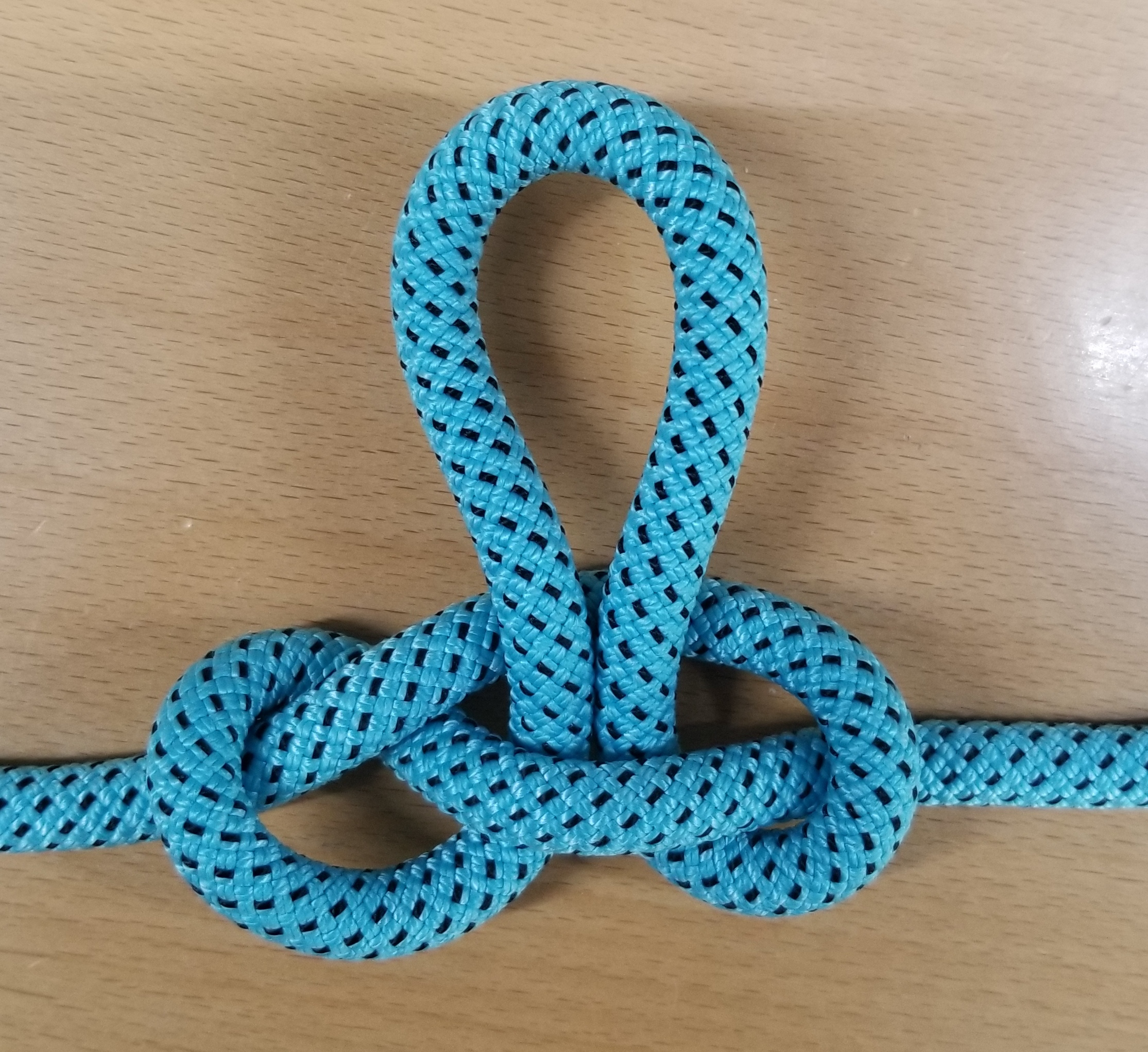
Noch zuziehen und fertig.

## Alternativen
- Der Schmetterlingsknoten ist ebenfalls ein Knoten zur Erzeugung einer Schlaufe in der Mitte eines Seils. Er eignet sich aber auch zur Verbindung zweier gleichartiger Seile.